# Chinasat
ChinaSat (en chinois simplifié : 中星 ; pinyin : Zhōngxīng) est le nom d'une société de satellites de télécommunication exploitée par China Satellite Communications.

## Histoire
En 2007, la coentreprise China Direct Broadcast Satellite a été créée pour exploiter la marque ChinaSat,,. Il s’agissait d’une coentreprise des sociétés nationales China Satellite Communications, China Orient Telecommunications Satellite et Sino Satellite Communications. Cette dernière était contrôlée par la Société de sciences et technologies aérospatiales de Chine (CASC). Toutefois, China Satellite Communications est passée du statut de filiale de la Commission de supervision et d'administration des actifs appartenant au gouvernement au Conseil des affaires d'État (SASAC) en une filiale directe de la CASC en 2009, ce qui a entraîné la dissolution de la coentreprise et Sino Satellite Communications est devenu une filiale de China Satellite Communications.
La marque ChinaSat était auparavant exploitée par China Telecommunications Broadcast Satellite Corporation, qui appartenait au ministère des Postes et des Télécommunications de Chine. China Telecommunications Broadcast Satellite Corporation a été fusionnée avec d’autres sociétés appartenant à l’État pour former China Satellite Communications Corporation vers 2000.
Les satellites précédemment exploités par Sino Satellite Communications et China Orient Telecommunications Satellite ont été renommés avec le sigle ChinaSat à la suite de l’acquisition de China Satellite Communications par CASC. Ainsi, ChinaStar 1 est devenu ChinaSat 5A, SinoSat 1 est devenu ChinaSat 5B et SinoSat 3 est devenu ChinaSat 5C.

## Satellites

### ChinaSat 2A
ChinaSat 2A a été lancé en 2012.

### ChinaSat 5A
ChinaSat 5A a été lancé en 1998, anciennement connu sous le nom de ChinaStar 1. Il a été loué à APT Satellite Holdings, filiale de China Satellite Communications, et renommé Apstar 9A le 9 janvier 2014.

### ChinaSat 5B
ChinaSat 5B a été lancé en 1998, anciennement connu sous le nom de Sinosat 1. Il a été vendu à Pasifik Satelit Nusantara en 2012.

### ChinaSat 5C
ChinaSat 5C a été lancé en 2007, anciennement connu sous le nom de SinoSat 3. Il a été loué à Eutelsat en 2011 (sous les noms Eutelsat 3A, puis Eutelsat 8 West D).

### ChinaSat 5D
ChinaSat 5D a été lancé en 1996, anciennement connu sous le nom d'Apstar 1A. Il a été placé sur une orbite géosynchrone à une longitude de 51,5 ° est vers 2009. Il a été acquis par la China Satellite Communications.

### ChinaSat 5E
ChinaSat 5E a été lancé en 1994, anciennement connu sous le nom d'Apstar 1. Il a été placé sur une orbite géosynchrone à une longitude de 142 ° est et déplacé à 163 ° est vers 2012. Il a été acheté par la China Satellite Communications.

### ChinaSat 6
ChinaSat 6 étaient deux satellites lancés en 1994 et 1997. Le premier satellite a été perdu et le second a souffert d'une durée de vie réduite.

### ChinaSat 6A
ChinaSat 6A a été lancé en 2010. Anciennement connu sous le nom de SinoSat 6.

### ChinaSat 6B
Le satellite ChinaSat 6B a été fabriqué par Thales Alenia Space, basé sur sa plate-forme Spacebus 4000C2. Il possède 38 répéteurs et est utilisé pour les émissions de télévision et le brouillage en Chine, en Asie du Sud-Est, dans le Pacifique et en Océanie. Il a une durée de vie utile prévue de 15 ans. Le lancement, sur une fusée Longue Marche 3B, s’est déroulé avec succès le 5 juillet 2007. L’émission utilisée en Chine pour certains brouillages d’ondes courtes en Chine est retransmise sur l’un des répéteurs de Chinasat 6B.
Les restrictions ITAR des États-Unis interdisaient l'exportation de composants satellites pour les satellites lancés sur des fusées chinoises. En conséquence, Thales Alenia a construit ChinaSat 6B presque sans aucun composant de satellite américain. Toutefois, le Département d’État américain a argué que ces satellites ne respectaient pas l'ITAR et a imposé à la société américaine Aeroflex une amende de 8 millions de dollars pour l’exportation de composants de satellites.

### ChinaSat 8
ChinaSat 8 a été construit par Space Systems/Loral, son lancement était prévu pour avril 1999 sur une fusée Longue Marche 3B. Cependant, le département d'État américain a bloqué son exportation vers la Chine en vertu de la réglementation ITAR. Le satellite a été vendu à ProtoStar en 2006.

### ChinaSat 9
Le 9 Juin 2008, la CASC a utilisé un lanceur Longue Marche 3B depuis la Base de lancement de Xichang pour lancer Chinasat 9,.

### ChinaSat 9A
ChinaSat 9A était basé sur le bus DFH-4. Il a été lancé en juin 2017.

### ChinaSat 10
ChinaSat 10 était basé sur le bus DFH-4. Il a été lancé en 2011, anciennement connu sous le nom de SinoSat 5.

### ChinaSat 11
ChinaSat 11 était basé sur le bus DFH-4. Il a été lancé en mai 2013.

### ChinaSat 12
ChinaSat 12 a été lancé en 2012, anciennement connu sous le nom d'Apstar 7B, une copie de rechange d'Apstar 7. Apstar 7B a été acheté par la China Satellite Communications de sa filiale APT Satellite Holdings en 2010. Il était basé sur la plateforme Spacebus-4000C2 de Thales Alenia Space.

### ChinaSat 15
ChinaSat 15, alias Belintersat-1, était basé sur le bus DFH-4. Il a été lancé le 16 janvier 2016 à 00h57 (heure de Pékin),.

### ChinaSat 16
Lancé le 2 avril 2017 depuis la base de Xichang, l’engin spatial de 4,6 tonnes est basé sur la plate-forme satellite DFH-3B. Le satellite porte le nom de Shijian-13 au cours de sa phase de programme d’essai, avant d’être renommé ChinaSat 16 lorsqu’il a été transféré à China SatCom. Le satellite teste un nouveau système de propulsion électrique destiné à la surélévation d’orbite et au maintien en position à une altitude géosynchrone. Le satellite comprend un système de communication à large bande en bande Ka capable de transmettre 20 gigaoctets de données par seconde, ce qui en fait le satellite de communication le plus puissant jamais développé par le pays.

### ChinaSat 2D
Aussi connu sous le nom de Zhongxing-2D, il a été lancé le 10 janvier 2019 à 17h05 UTC à partir de la Base de lancement de Xichang en utilisant une Longue Marche-3B.